# 内马尼亚·维措
内马尼亚·维措（1994年11月19日—），塞尔维亚男子水球运动员。他曾代表塞尔维亚国家队参加2024年夏季奥林匹克运动会男子水球比赛，获得一枚金牌。